# Lascaux
Lascaux – jaskinia krasowa w Akwitanii, w południowo-zachodniej części Francji, w której w 1940 roku odkryto rysunki i malowidła wykonane na ścianach w okresie paleolitu. Od 1963 r. jest zamknięta dla zwiedzających; turystom udostępniana jest znajdująca się w pobliżu wierna kopia jaskini (otwarta w 1983). Zamknięcie jaskini nie zapobiegło zniszczeniom, jakie powstały na skutek działania wilgoci, dwutlenku węgla oraz wadliwego systemu klimatyzacji. Na ścianach pojawił się grzyb, rysunki zaczęły pokrywać się ciemnymi plamami. Obecnie (stan na pierwszą dekadę XXI wieku) wstęp do jaskini – i to nie częściej niż dwa razy w miesiącu – ma zaledwie kilku naukowców. Wpisana na listę światowego dziedzictwa UNESCO. Od 1940 roku posiada status monument historique, w kategorii classé (zabytek o znaczeniu krajowym).
Jaskinia została przypadkowo odkryta w roku 1940 przez czterech chłopców. Czas powstania malowideł określany jest na wczesny okres kultury magdaleńskiej (17 000 – 15 000 lat p.n.e.). Zespół malowideł zdobiący ściany jaskini pochodzi z różnych epok i przedstawia przede wszystkim zwierzęta. Na około 150 metrach korytarzy umieszczonych jest około 150 malowideł i ponad 15 000 rytów naskalnych. Naskalne rysunki przedstawiają głównie zwierzęta roślinożerne (jelenie, byki, żubry i konie).
Szczególnie interesująca jest tak zwana Sala Byków, w której przedstawiono cztery monumentalne byki (tury) obrysowane czarnym, grubym konturem wypełnionym plamami czerwieni i czerni. Twórca zastosował elementy tzw. perspektywy skręconej: np. w malowidle przedstawiającym byka (wielkości 3 m) artysta ukazał z profilu biegnącego byka, którego rogi pokazane są od przodu. Największy fryz powstały w okresie paleolitu, w centralnej części ukazuje trzy zwierzęta: konia, byka i rena. Jest to najbardziej znany fragment malowidła należącego do ciekawszych elementów tego zabytku.
Unikatowym tematem są zwierzęco-ludzkie hybrydy, czasem nazywane „czarownikami”, posiadające jednocześnie cechy ludzkie i zwierzęce. Prócz jaskiń kultury magdaleńskiej czyli Lascaux i Gabillou pojawiły się one już w kulturze oryniackiej (Jaskinia Chauveta).
Jeszcze do niedawna sądzono, że rozwój sztuki paleolitycznej miał charakter stopniowy, od jej prymitywnych początków w okresie oryniackim, aż po jej apogeum, którego kwintesencją miały być malowidła w Lascaux. Odkrycie Jaskini Chauveta w 1994 r. pokazało jednak jak błędne było to wyobrażenie – okazało się bowiem, że wyrafinowane techniki tworzenia sztuki znane były już w czasach kultur oryniackiej i graweckiej.
Malowidła zostały wykonane farbami otrzymanymi z barwników pochodzenia naturalnego:
- czerń – uzyskano z węgla drzewnego
- czerwień, żółć i purpurę – ze związków żelaza, głównie ochry

Farby nakładane były palcami lub pędzlami wykonanymi z włosia lub mchu. Stosowano też wydrążone kości jako prymitywny aerograf.

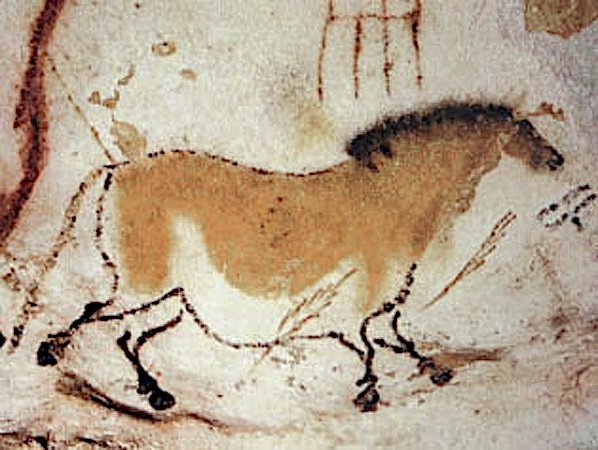
Koń z jaskini Lascaux
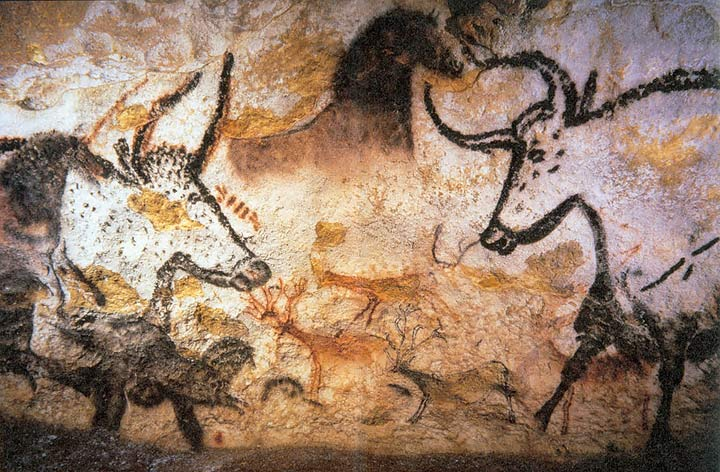
Zwierzęta
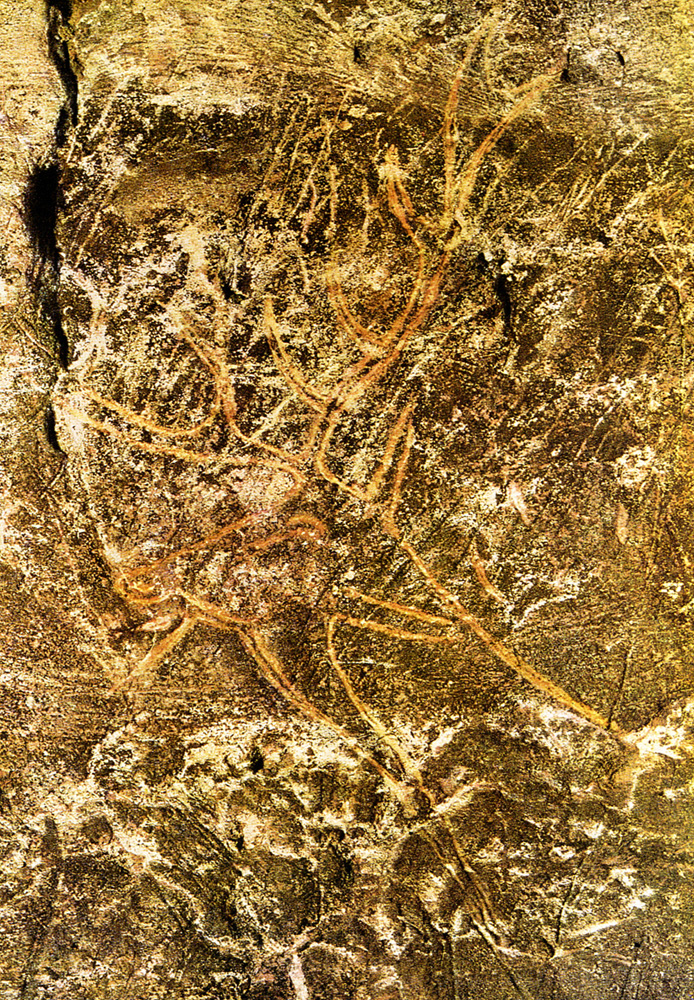
Jeleń